# Harry Dean Stanton
Harry Dean Stanton (n. 14 iulie 1926, Irvine⁠(d), Kentucky, SUA – d. 15 septembrie 2017, Los Angeles, California, SUA) a fost un actor, muzician și cântăreț american. Având o carieră de peste șase decenii, Stanton a interpretat roluri secundare în filme precum Luke mână rece (1967), Eroii lui Kelly⁠(d) (1970), Dillinger⁠(d)(1973), Nașul: Partea a II-a (1974), Alien (1979), Evadare din New York (1981), Christine (1983), Recuperatorul⁠(d) (1984), One Magic Christmas⁠(d) (1985), Pretty in Pink⁠(d) (1986), Ultima ispită a lui Isus (1988), Suflet sălbatic⁠(d) (1990), Povestea lui Alvin Straight⁠(d) (1999), Culoarul morții (1999), Mascul necruțător⁠(d) (2006) și Inland Empire (2006). A avut roluri principale în Paris, Texas⁠(d) (1984) și Lucky⁠(d) (2017). De asemenea, a avut o apariție în al doilea sezon din Doi bărbați și jumătate.

## Biografie
Stanton s-a născut în West Irvine, Kentucky⁠(d), fiul lui Sheridan Harry Stanton,  cultivator de tutun⁠(d) și frizer, și al lui Ersel (născută Moberly), bucătăreasă. Părinții săi au divorțat când Stanton era la liceu; cei doi s-au recăsătorit în cele din urmă.
Acesta a avut doi frați mai mici, Archie și Raph, respectiv un frate vitreg, Stanley McKnight. Stanton a urmat liceul Lafayette⁠(d) și Universitatea din Kentucky, unde a interpretat sub conducerea regizorului de teatru britanic Wallace Briggs în cadrul Grand Guignol⁠(d).A studiat jurnalismul și artele radio. „Aș fi putut deveni scriitor”, spunea acesta într-un interviu prezentat în documentarul Harry Dean Stanton: Crossing Mulholland din 2011. „Trebuia să decid dacă doresc să fiu cântăreț sau actor. Cântam mereu. M-am gândit că dacă aș deveni actor, aș putea să le fac pe toate”. Briggs l0a încurajat să părăsească universitatea și să devină actor. A studiat la Pasadena Playhouse⁠(d) în Pasadena, California, unde printre colegii săi erau Tyler MacDuff și Dana Andrews.
În timpul celui de-al Doilea Război Mondial, Stanton a activat în marina Statelor Unite, inclusiv în calitate de bucătar la bordul USS LST-970⁠(d), o navă de debarcare, în timpul bătăliei de la Okinawa.

## Cariera
Stanton a apărut atât în filme indie și cult (Two-Lane Blacktop⁠(d), Cockfighter⁠(d), Evaare din New York, Recuperatorul⁠(d)), cât și în producții mainstream de la Hollywood, inclusiv Luke mână rece, Nașul: Partea a II-a, Alien, Invazia roșie, Mascul necruțător⁠(d), Pretty in Pink⁠(d), Christine și Culoarul morții. A fost un actorul preferat al regizorilor Sam Peckinpah, John Milius, David Lynch și Monte Hellman, respectiv prieten apropiat cu Francis Ford Coppola și Jack Nicholson. A fost cavaler de onoare⁠(d) la nunta lui Nicholson în 1962.
Prima sa apariție televizată a fost în 1954 în Inner Sanctum. A interpretat rolul lui Stoneman în episodul „Treasure Trail” al serialului Have Gun – Will Travel⁠(d). A debutat în film în 1957 în westernul Tomahawk Trail⁠(d). A apărut alături de Gregory Peck într-un rol necreditat în filmul Trupe de sacrificiu⁠(d) (1959). În 1962, obține un rol minor în Cum a fost cucerit vestul⁠(d), fiind unul dintre membrii bandei lui Charlie Grant. În anul următor, a avut tot un rol minor în filmul The Man from the Diners' Club⁠(d). La începutul carierei, acesta a utilizat numele Dean Stanton pentru a nu fi confundat cu actorul Harry Stanton.
A intrat în atenția publicului cinefil odată cu rolul principal din filmul lui Wim Wenders Paris, Texas⁠(d) (1984). Dramaturgul Sam Shepard, scenaristul filmului, îl zărise pe Stanton într-un bar din Santa Fe, New Mexico în 1983, ambii fiind prezenți la un festival de film organizat în acel oraș. Cei doi au intrat în conversație. „Îi spuneam că m-am săturat de rolurile pe care le primeam”, menționa Stanton într-un interviu din 1986. „I-am spus că-mi doream să interpretez roluri mai sensibile sau plăcute. Nu bănuiam că sunt luat în considerare pentru rolul principal din filmul său”. La scurt timp după acea întâlnire, Shepard l-a contactat pentru a-i oferi rolul protagonistului Travis, „un rol care-i cere actorului să rămână o mare parte din timp tăcut... asemenea unui suflet pierdut și distrus care încearcă să-și reconstruiască viața și să se reunească cu familia înstrăinată, după ce a dispărut cu ani în urmă”.
Stanton a fost actorul preferat al criticului de film Roger Ebert, acesta din urmă declarând că „niciun film cu Harry Dean Stanton sau M. Emmet Walsh în rol secundar nu poate fi complet prost”. Cu toate acestea, Ebert a recunoscut mai târziu că Dream a Little Dream⁠(d) (1989) a reprezentat o „încălcare evidentă” a acestei reguli.
A apărut de opt ori în serialul Gunsmoke⁠(d) în perioada 1958 și 1968, de patu ori în Rawhide⁠(d), de trei ori în Incoruptibilii⁠(d), de două ori în Bonanza și într-un episod al serialului The Rifleman⁠(d). A avut un rol cameo în Doi bărbați și jumătate (având înainte un rol împreună cu Jon Cryer în Pretty in Pink, respectiv un rol cu Charlie Sheen în Invazia roșie). Începând din 2006, Stanton a interpretat rolul lui Roman Grant⁠(d), liderul manipulator al unei secte, în serialul HBO Dragoste mare⁠(d).
Stanton a participat ocazional la turnee în cluburi de noapte, unde cânta versiuni cover ale unor melodii country. A apărut în videoclipul „Sorry You Asked” al cântărețului Dwight Yoakam⁠(d), în videoclipul „Get Rhythm” al cântărețului Ry Cooder⁠(d) și în videoclipul melodiei „Dreamin' of You⁠(d)” a luiBob Dylan. A lucrat cu numeroși artiști precum Dylan, Art Garfunkel și Kris Kristofferson și a cântat la muzicuță pe albumul Let the Day Begin (1989) al formației The Call⁠(d).
În 2010, Stanton a apărut într-un episod al serialul Chuck, reinterpretând rolul din filmul Recuperatorul. În 2011, Lexington Film League a înființat un festival anual, Harry Dean Stanton Fest, în onoarea lui Stanton în orașul în care și-a petrecut o mare parte din adolescență. În 2012, a avut un rol cameo în Răzbunătorii și un rol principal în comedia de acțiune Șapte psihopați și un câine⁠(d). A avut un rol alături de Arnold Schwarzenegger în Ultima redută⁠(d). Stanton este subiectul documentarului din 2013 Harry Dean Stanton: Partly Fiction, regizat de Sophie Huber, și care include secvențe din filme, interviuri cu colaboratori (inclusiv Wenders, Shepard, Kris Kristofferson și David Lynch) și melodiile sale.
În 2017, a apărut în Twin Peaks: The Return, o continuare a serialului de televiziune a lui David Lynch. Stanton și-a reluat rolul lui Carl Rodd din Twin Peaks: Fire Walk with Me . Ultimele sale roluri au fost în Frank & Ava⁠(d) și în Lucky⁠(d). 

## Moartea
Stanton a încetat din viață la vârsta de 91 de ani pe 15 septembrie 2017 la Centrul Medical Cedars-Sinai⁠(d) din Los Angeles, California. Cenușa sa a fost împrăștiată în afara orașului Lexington, Kentucky.

## Filmografie parțială

### Filme
- 1957 Revoltă la Fort Laramie (Revolt at Fort Laramie)[36]
- 1966 Ride in the Whirlwind[36]
- 1967 Luke mână rece (Cool Hand Luke)[36]
- 1970 Eroii lui Kelly[36]
- 1973 Pat Garrett și Billy the Kid (Pat Garrett & Billy the Kid)[36]
- 1974 Unde înfloresc crinii (Where the Lilies Bloom)[36]
- The Godfather Part II (1974)[36]
- Farewell My Lovely (1975)[36]
- The Missouri Breaks (1976)[36]
- Straight Time (1978)[36]
- Alien (1979)[36]
- Trandafirul (1979)
- Wise Blood (1979)[36]
- Evadare din New York (1981)[36]
- Christine (1983)[36]
- Repo Man (1984)[36]
- Paris, Texas (1984)[36]
- Zori roșii (1984)[36]
- Un Crăciun magic (1985)[36]
- Pretty in Pink (1986)[36]
- Ultima ispită a lui Hristos (1988)[36]
- Wild at Heart (1990)[36]
- Twin Peaks: Fire Walk with Me (1992)[36]
- Down Periscope (1996)[36]
- Fire Down Below (1997)[36]
- Frica și dezgustul în Las Vegas (1998)[36]
- The Green Mile (1999)[36]
- The Straight Story (1999)[36]
- Câine alfa (2006)
- Inland Empire (2006)[36]
- Rango (2011)[36]
- Răzbunătorii (2012)[37]
- The Last Stand (2013)
- Lucky (2017)[37]

### Seriale
| An        | Titlu      | Rol         | Note               |
| --------- | ---------- | ----------- | ------------------ |
| 1993      | Hotel Room | Moe         | Episodul: "Tricks" |
| 2006–2010 | Big Love   | Roman Grant | 37 de episoade     |
| 2017      | Twin Peaks | Carl Rodd   | 5 episoade         |